# Peleteria similis
Peleteria similis är en tvåvingeart som först beskrevs av Walker 1853.  Peleteria similis ingår i släktet Peleteria och familjen parasitflugor. Inga underarter finns listade i Catalogue of Life.